# Marco di Atina
Marco di Atina, detto Galileo (... – Atina, 96), è stato un vescovo ebreo antico, venerato come santo dalla Chiesa cattolica.
Secondo la tradizione era uno dei discepoli dell'apostolo Pietro, il quale lo avrebbe consacrato vescovo e gli avrebbe affidato l'evangelizzazione di alcune zone d'Italia: avrebbe diffuso il cristianesimo nella Marsica, nel Basso Lazio e in diverse zone della Campania.
Avrebbe subito il martirio ad Atina sotto l'impero di Domiziano, motivo della sua venerazione come santo da parte della Chiesa cattolica, che ne celebra la memoria liturgica il 28 aprile: ad Atina viene celebrato il 1º ottobre di ogni anno. Tale data corrisponde alla dedicazione della cattedrale a Santa Maria Assunta che ospita le reliquie e la statua del santo dopo la distruzione, durante il II conflitto mondiale, della chiesa a lui dedicata. Il 1º ottobre la statua del santo veniva traslata in processione presso la chiesa maggiore dalla chiesa di San Marco sita presso la collegiata di santa Maria presso l'attuale complesso cimiteriale nella cui area sono presenti tracce di opus reticulatum su cui sorse, nel medioevo, la chiesa di S.Pietro.